# لینارس

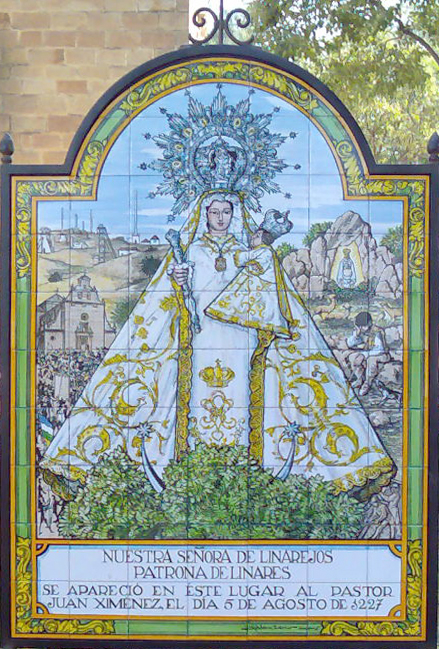
تابلویی از مریم در لینارس متعلق به سال ۱۲۷۷

لینارس (Linares) شهری در استان خائن در بخش خودمختار اندلس در اسپانیا است. این شهر ۶۲٬۳۴۷ نفر جمعیت و ۴۱۹ متر ارتفاع دارد و مساحت کل شهرستان آن ۱۹۵.۱۵ کیلومتر مربع است.
تورنمنت شطرنج لینارس، یکی از معتبرترین تورنمنت‌های شطرنج جهان، هر سال در این شهر برگزار می‌گردد.